# Palmarola
Palmarola – skalista, niezamieszkana wyspa na Morzu Tyrreńskim, u zachodnich wybrzeży Włoch. Jest trzecią wyspą pod względem powierzchni w archipelagu Wysp Poncjańskich, leżącą około 10 km na zachód od Ponzy.